# 薩夫蘭區

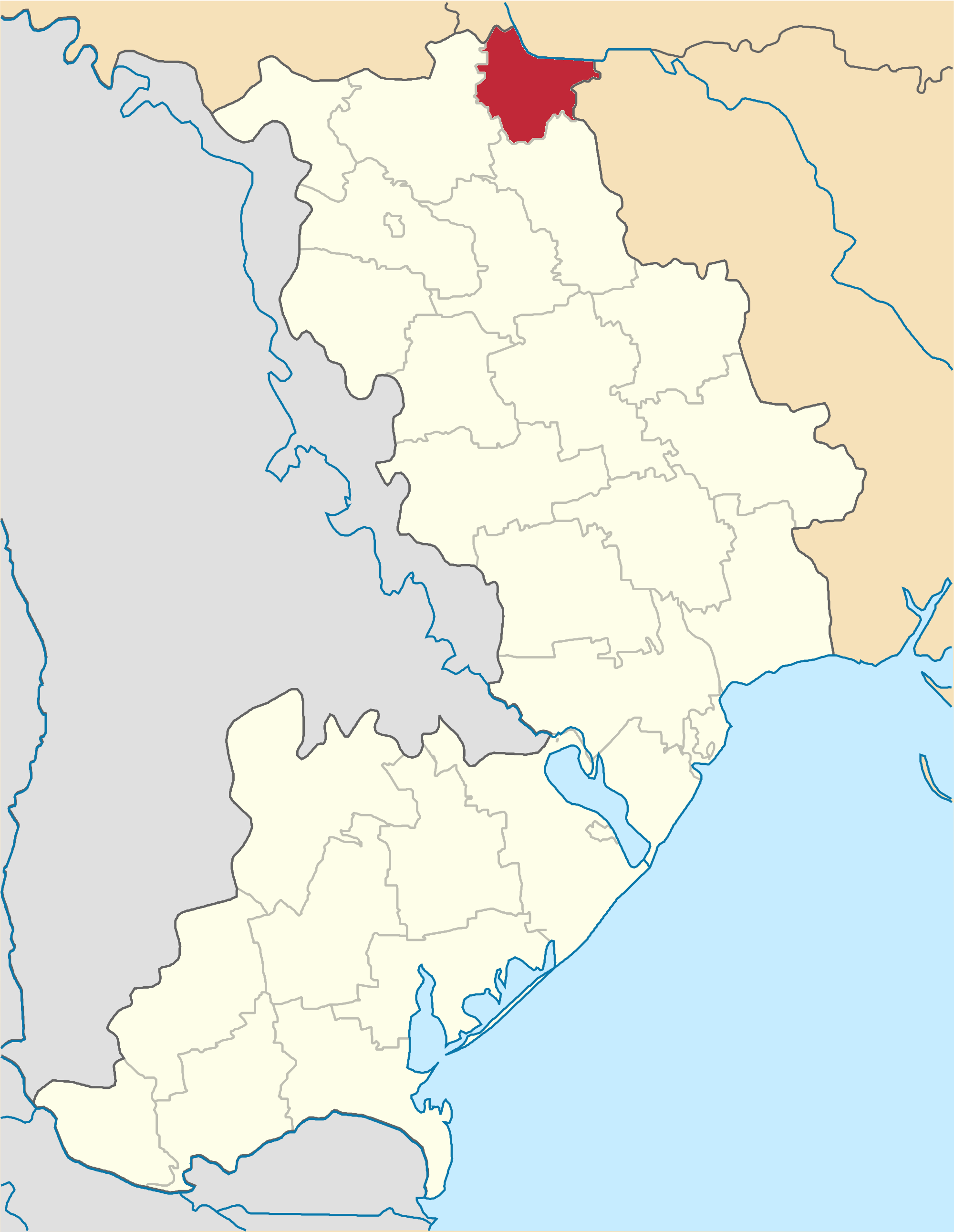
撤销前薩夫蘭區在敖德萨州的位置

薩夫蘭區（烏克蘭語：Савранський район），曾是烏克蘭的一個區，位於該國西南部，由敖德薩州負責管轄，首府設於薩夫蘭，面積618平方公里，2013年人口19,456，人口密度每平方公里31.48人。
该区在2020年7月18日的乌克兰行政区划改革中被撤销，改革后敖德萨州下分为7个区，薩夫蘭區合并至波多利斯克区。